# خطاهای مادرزادی انتقال لوله‌ای کلیه
خطاهای مادرزادی انتقال لوله‌ای کلیه (انگلیسی: Inborn errors of renal tubular transport)، انواعی از اختلالات متابولیک هستند که در توانایی انتقال املاحی مانند نمک‌ها یا آمینواسیدها، از طریق سطح پرزدار سلول‌های لوله‌های کلیه، اختلال ایجاد می‌کنند. این کار به‌ویژه در توانایی بازجذب کلیه تاثیر بسیار مخربی دارد.
نمونه‌هایی از این ناهنجاری‌ها شامل ایمینوگلیسینوری، اسیدوز توبولی کلیه و سندرم گیتلمن است.